# 穿透幻影的太阳
《穿透幻影的太阳》（日语：幻影ヲ駆ケル太陽）是2013年7月開始播出的日本电视动画作品。日文简称“幻影太阳”。

## 概要
以让人陷入不幸的惡魔塔罗牌（Diabolos）及与之对抗的元素精靈塔罗牌（Elemental）两种塔罗牌所支配的世界为舞台，为了从惡魔塔罗牌中所寄宿的魔物手里守护世界，使用元素精靈塔罗牌进行战斗的四个少女为主人公的战斗幻想作品。描寫非出自本意而被迫战斗、培养友情与牵绊的成长。
2013年2月20日开设绘有一张塔罗牌的预告网站，并于3月2日正式开设官方网站。发布正式标题与主要角色声优后，于3月30日动画内容博览会2013的活动上发表《穿透幻影的太阳@ACE2013》作品概要。

## 登场人物

### 主要角色
太陽明里（声：门脇舞以）
生日為8月19日，獅子座，12歲，血型為O型。塔羅牌：19號「太陽（The Sun）」。武裝：太陽之劍（レイピアソード）。戰鬥類型：近距離斬擊型。
有著如太陽明亮般的朝氣性格，遇到有困難的人總是會主動幫助。而變身後的太陽人格則顯得較為冷酷及帥氣，但內心依然善良。對塔羅牌相當痴迷。
能力是使用以火構成的劍。父親是被Daemonia污染的人，母親是前任太陽之牌的元素使者，也因此擁有一半Daemonia血緣，能夠聽見Diabolos的聲音，無論甚麼人只要握住明里的手也能跟著聽見Daemonia的聲音。
十分憧憬身為占卜師的亡母。
在元素能力剛甦醒時，殺死冬菜而非常自責。
最後決定了自己的命運，和大家一邊一起戰鬥，一邊尋找可以令變成Daemonia的人類回復原狀的方法。
星河星羅（声：喜多村英梨）
生日為5月17日，金牛座，13歲，血型為A型。塔羅牌：17號「星星（The Star）」。武裝：星河之弓（星河の弓矢）。戰鬥類型：遠距離狙擊型。
冷靜沉著的個性。想要變得更強的心情比其他人還要強烈，個性感覺起來像男孩子，但其實個性溫柔且很孤單。
能力是使用冰箭。
小時候因為親眼看着朋友被Daemonia殺死，因此對Daemonia恨之入骨。發誓要殺死所有Daemonia，為朋友報仇。
說自己無法同情變成Daemonia的人，認為做成真美的死是因為變成Daemonia的人心靈太弱，認為都是他們的錯。
最初不太喜歡能聽見Daemonia聲音的明里，認為是多餘，只會令自己猶疑。
因為花苗的事令她明白聽見Daemonia的聲音不是多餘。
月咏瑠奈（声：德井青空）
生日為11月18日，天蠍座，血型為AB型。塔羅牌：18號「月亮（The Moon）」。武裝：赤月的狼爪。戰鬥類型：中距離萬能型。
為月詠財團的大小姐。心地善良，但是個性相當內向。有一個雙胞胎姐姐。
能力是展開如植物莖的網來束縛敵人，擁有治療能力。
非常妒忌星羅與明里要好，非常害怕明里會被星羅奪走。
白金銀花（声：巽悠衣子）
生日為1月14日，摩羯座，13歲，血型為B型。塔羅牌：14號「節制（Temparance）」。武裝：戰槍（可變化為雙頭斧）＆盾（コイン）。戰鬥類型：中距離攻防型。
對金錢相當囉嗦的關西人。連鎖折扣店「三丘·潘沙」的社長之女。擁有著十分強烈的正義感且有點目中無人。
能力是發射數個金幣狀的盾牌。
幼時，家裡是開章魚燒店，可是沒多久就倒了。家境非常窮，債務纏身。不久因為父親創意的想法令他們成立「三丘·潘沙」。
凱特布鲁姆（声：近藤隆/洲崎綾、葉山郁美、久野美咲(女性化身)）
動畫的主要反派，被稱為有意識的Daemonia，外表是男生，但在動畫中使用不同的性別及年齡出現，不知道真正的外貌。
在第十二集中，利用星羅及瑠奈作交易引誘明里進入命運時之沙漏與他交配。目的是要把明里作為附身的容器，擺脫染色體端粒的束縛。
最後被明里殺死，動畫中顯示出凱爾布鲁姆消失時幻想出太陽日向，有可能他的真正身份是明里的父親。

### 源質之花成員
艾迪雅·維斯康蒂（声：远藤绫）
生日為3月21日，雙魚座，血型為O型。塔羅牌：21號「世界（The World\The Universe）」。武裝：世界之光
為塔羅牌使培養機構「源質之花」永瀧支部的隊長。
有著沉著外表的美人。
艾麗艾爾·薇爾蒂艾爾·维斯科特（声：井上喜久子）
生日為10月20日，天秤座，血型為A型。塔羅牌：20號「審判（Judgement）」。武裝：審判的鐵鎚
為塔羅牌使培養機構「源質之花」永瀧支部的副隊長。
有著嚴格毫不留情的個性。
天道睦月/睦美/七濑（声：种崎敦美）
利用機器來分析情報的人造人。塔羅牌：10號「命運之輪（The Wheel of Fortune）」。
普莉西娜·特维莱特（声：青木瑠璃子）
生日為6月9日，雙子座，血型為B型。塔羅牌：0號「愚者（The Fool）」。
新人隊員的前輩。
梅尔蒂娜·梅尔维斯（声：东山奈央）
生日為2月14日，水瓶座，血型為O型。塔羅牌：1號「魔術師（The Magician）」。
新人隊員的前輩。給人一種大人的餘裕的感覺，知性派美女。
雷古札利（声：家中宏）
只聽聞聲音而不見其貌的謎之存在，只知是「源質之花」的領導者。其餘情報一概不明。
拉普拉斯（声：堀井茶渡）
能聽懂人話的烏鴉。由「雷古札利」派來監視「源質之花」永瀧支部的使魔。
對於命運論的看法與薛丁格不同，認為命運不可打破，一定得遵守宿命，因此在艾迪亞和艾莉艾爾決定為了明里試圖謀反之後，決定將此事向「雷古札利」報告。
薛丁格（声：井澤詩織）
能聽懂人話的貓。由「雷古札利」派來監視「源質之花」永瀧支部的使魔。
對於命運論的看法與拉普拉斯不同，認為命運或許可以改變，因此在艾迪亞和艾莉艾爾決定為了明里試圖謀反之後，決定不向「雷古札利」報告，反而向艾迪亞等人提供情報上的協助。

### 次要角色
心崎冬菜（声：佐仓绫音）
明的表姊。喜歡讀書的優等生。因為變成Daemonia攻擊明里，最後被甦醒的明里殺死。
第十三集與明里坦白，安詳死在明里的劍下。
動畫尾段，筆記本中增加了一頁，寫下「即使太陽被一小片雲朵遮住了，再小的一束光芒也能驅散黑暗，那就是太陽的微笑。」
太阳日向（声：久川绫）
占卜師，明的媽媽。於兩年前去世。與成為Daemonia的研究者相戀，不久，誕下明里。
過去為源質之花的一員，是太陽之牌的使用者，太陽之力後來由明里繼承，但因為一些殘酷的真相，不希望明里成為元素塔羅牌使。
永泷的妈妈（声：内野真生）
永瀧的占卜師。
利姆洛（声：高橋未奈美）
永瀧的占卜師。
华梦（声：近藤浩德）
永瀧的占卜師。
真美
星羅幼時的朋友，被Daemonia殺死。
花苗
星羅現在的朋友，與實里是青梅竹馬，因為想幫助實里而決定變成Daemonia，最後要求星羅殺死她及希望把髮夾代替自己交給實里。
實里
星羅現在的朋友，與花苗是青梅竹馬，有心臟病，最後得到器官捐贈而被救回。
白金彌太郎（聲：天田益男）
銀花的父親，「三丘·潘沙」的社長，每月捐贈巨額給「源質之花」。
本田
彌太郎的大學同學及朋友，因為錢的問題所以借助Daemonia的力能，最後由銀花令他得解脫。

## 制作人员
- 原作 - sole;viola
- 导演 - 草川启造
- 原案 - 赤城晴康、田中秀典
- 系列构成・脚本 - 伊藤美智子
- 角色原案 - 晓五目
- 角色设定・总作画监督 - 有冈新平
- 怪物设计 - 小田裕康
- 塔羅牌設計 - 午前4時、細井綾
- 助理导演 - 小坂春女
- 美术监督 - 木下了香、小滨俊裕
- 美术设定 - 青木薫
- 色彩设定 - 松山爱子
- 摄影监督 - 今泉秀樹
- 编輯 - 樱井崇
- 音乐 - 加藤达也
- 音响监督 - 岩浪美和
- 动画制作 - AIC
- 制作 - Progetto 幻影太阳

## 主题曲
片头曲「träumerei」
作詞、作曲 - HIDEO NEKOTA，編曲 - akkin，歌 - LiSA
片尾曲「-Mirage-」
作詞 - hotaru，作曲、編曲 - 小森茂生，歌 - 冈本菜摘（第6届全日本动画歌曲大赛优胜者）

## 劇集列表
| 集數 | 標題                                              | 作畫監督                                                         | 編劇       | 分鏡     | 演出       | 首播日期      |
| --- | ------------------------------------------------- | ---------------------------------------------------------------- | ---------- | -------- | ---------- | ------------- |
| episodio Ⅰ | 太陽的黑點 （）                                   | 玉木信吾、山本周平、森前和也                                     | 伊藤美智子 | 草川啟造 | 小平麻紀   | 2013年7月6日  |
| 樂觀開朗的女學生太陽明里繼承亡母日向的志業，努力成為塔羅牌占卜師，並在同儕間頗受歡迎。相對如太陽般燦爛的明里，她的表姊冬菜顯得陰沉，並很羨慕她。某晚，明里做了個夢，夢中她被巨型植物侵襲，並變身成魔法少女將其殺死，當她清醒後卻發現冬菜死在臥室內。前一天的事件再度發生，但冬菜完全消失，明里和她的親戚似乎毫無有關冬菜的任何記憶。之後明里到占卜屋，發現該處遭人縱火，該人變成了火焰怪物發動攻擊，明里變身成魔法少女後以太陽塔羅牌之力反擊，卻仍敵不過對方。在緊要關頭，她被另外三名魔法少女救出，那三人擊敗火焰怪物並帶明里逃離火場。                                                                               |                                                   |                                                                  |            |          |            |               |
| episodio Ⅱ | 沾滿鮮血的未來 （）                               | 牧野龍一                                                         | 伊藤美智子 | 林宏樹   | 仁昌寺義人 | 2013年7月13日 |
| 明里在塔羅牌使者培訓學院「源質之花」裡醒來，隊長艾迪雅表示，此組織的成員使用塔羅牌對抗控制人心的影魔。明里進入機構後結識隊友：星之塔羅牌的星河星羅、月之塔羅牌的月詠瑠奈、節制塔羅牌的白金銀花。在看似普通的課程後，她們被派去消滅力之影魔，明里殺死影魔後恢復了對冬菜的記憶，並因震驚過度喪失變身能力，瑠奈帶她撤離，而星羅和銀花完成了任務。艾迪雅解釋，被影魔吞噬者無藥可救，與該人相關的一切都會被消除，明里充滿愧疚與憤怒，逃離學院並哭著向阿姨道歉，但阿姨並不記得冬菜。之後明里發現一名被附身的男子試圖危害一對父子，但明里對是否採取行動陷入矛盾。                                                             |                                                   |                                                                  |            |          |            |               |
| episodio Ⅲ | 弔唁之聲 （）                                     | 三輪幸彥、橫田拓己、森前和也、高橋英宣、齊藤真由、森川香純       | 伊藤美智子 | 吉田泰三 | 駒谷健一郎 | 2013年7月20日 |
| 雖然明里選擇迎敵，但仍然猶豫不決。愚者塔羅牌的普莉西娜和魔術師塔羅牌的梅爾蒂娜前來助陣，明里聽到影魔呼救的聲音，奮起反抗普莉西娜和梅爾蒂娜，影魔因此逃脫，之後明里因不服命令而被關入牢房，次日，明里向艾迪雅和副隊長艾麗艾爾講述自己聽見的求救聲，雖然兩人仍不知是否該採信，但聽到明里有意戰鬥，便將其釋放。明里和同伴阻止影魔殺死幼稚園老師和一群幼童，明里試圖聆聽牠的聲音，而那個聲音表明自己不想再殺人，並請明里殺死自己。明里不情願地答應了。明里接受自己的命運，但仍然尊重那些被附身者的意志，而此舉也得到艾迪雅的認可。                                                                                         |                                                   |                                                                  |            |          |            |               |
| episodio Ⅳ | 這是畫嗎？ （）                                   | 太田都、梶浩之、山本周平、玉木慎吾                               | 伊藤美智子 | 小坂春女 | 安藤貴史   | 2013年7月27日 |
| 畫家聖音忌妒另一名畫家東山的人氣，並在某個晚上遇到神秘的銀髮算命師凱特布魯姆，凱特布魯姆將象徵惡魔的塔羅牌交給她，並要她忠於自身情感。聖音見到東山與自己暗戀的男性擁吻，便使用塔羅牌的力量，讓東山被卡車撞死，而聖音的畫作也在展覽中聲名大噪。另一方面，星羅表示只有弱者才會被影魔附身，明里對她感到不滿，並感嘆自己無法在冬菜需要時給予幫助。在影魔影響下，聖音四處破壞殘殺，明里在與牠對戰時試圖傾聽，但在明里確認牠的真心話前，星羅便將牠殺死。之後明里讀到冬菜的日記，瑠奈感謝她能聽見影魔的聲音。 |                                                   |                                                                  |            |          |            |               |
| episodio Ⅴ | 啊，錢，錢！為了錢世上發生了多少悲傷的事啊！ （） | 森前和也、山內則康、太田郁、深川可純、三輪幸彥、小林真平、谷拓也 | 伊藤美智子 | 小坂春女 | 池端隆史   | 2013年8月3日  |
| 銀花的父親彌太郎是源質之花的贊助人，他邀請明里等人參加派對，以答謝源質之花幫自己家裡擺脫負債。在宴會上，銀花耳聞企業家本田遭逢財務困境並欠下高利貸，當晚本田試圖尋短，凱特布魯姆現身並給了本田一張惡魔塔羅牌，本田以此殺死高利貸業主，次日晚上，凱特布魯姆指使本田殺死彌太郎，因為彌太郎是元素塔羅牌使者的親人，所幸明里等人及時趕到。銀華發現影魔是本田後，透過明里聆聽他的真心話，並意識到自己唯一能做的就是讓他解脫，最終將其消滅。銀花成了唯一還記得本田的人，她開始能同情明里的感受。 |                                                   |                                                                  |            |          |            |               |
| episodio Ⅵ | 在星星與朋友的盡頭 （）                           | 牧野龍一                                                         | 伊藤美智子 | 林宏樹   | 鈴木薰     | 2013年8月10日 |
| 星羅協助普莉西娜和梅爾蒂娜對抗影魔，稱讚她們合作無間，並表示自己未曾將自己的團隊視為團隊。之後，一對女學生花苗和實里偶遇星羅和銀花，並和兩人成為朋友，實里不慎將手機錯放至星羅的背包便道別了，所以她們之後再次約見，此時實里突然心臟病發，星羅回憶起自己兒時好友真美被影魔殺死的經過。與此同時，花苗被惡魔塔羅牌之力誘惑，殺死一位器官捐贈者，讓實里得以獲得新的心臟。另一方面，星羅希望加入普莉西娜的隊伍，但上層要求她繼續與明里等人組團。在星羅發現花苗成了影魔後，便以明里的能力聆聽她的心聲，花苗請星羅照顧實里，但星羅陷入兩難，明里說服她必須堅定決心，並協助她殺死花苗。之後星羅哭著向明里坦承自己的不安全感。 |                                                   |                                                                  |            |          |            |               |
| episodio Ⅶ | 華麗的休假 （）                                   | 齊藤真由、深川可純                                               | 伊藤美智子 | 田所修   | 小平麻紀   | 2013年8月17日 |
| 艾迪雅和艾麗艾爾得知戀人塔羅牌的使者失蹤，艾迪雅決定讓明里等人放一天假，不願讓她們太快承受壓力。在外出遊玩後，明里和星羅變得比先前更要好，但瑠奈隱約對此感到不悅。明里一行人遇見明里先前在占卜館的同事永瀧媽媽、利姆洛和華夢，並讓她們留宿，永瀧媽媽為她們占卜，預言她們的未來充滿苦難，但只要四人同心就能克服困境。返回學院後，艾迪雅和艾麗艾爾指派她們下個任務。 |                                                   |                                                                  |            |          |            |               |
| episodio Ⅷ | 溢出的水 （）                                     | 三輪幸彥、太田都、森前和也、梶浩之、鈴木勇、小林真平             | 伊藤美智子 | 小坂春女 | 安藤貴史   | 2013年8月24日 |
| 艾迪雅透露戀人塔羅牌使者消失的訊息，並推斷只要相對應塔羅牌的影魔消失，元素塔羅牌的使者也會消失。因此艾迪雅請求她們遇見對應卡牌的影魔時應立刻逃離。然而每個人的意願卻不相同，星羅認為應奮戰到底，瑠奈則願意不惜一切保護明里。後來她們和影魔對戰時遇見了節制塔羅牌的影魔，對影魔的攻擊同時也傷害了銀花，使眾人只能撤退，在稍作休息後，銀花與父親見面，而其父承諾會照看她的夥伴。之後銀花獨自面對影魔，其他人束手無策，只能眼睜睜看著銀花殺死影魔，之後也同歸於虛無。 |                                                   |                                                                  |            |          |            |               |
| episodio Ⅸ | 月亮的光芒，太陽的陰影 （）                       | 豬股雅美、志賀道憲、永野孝明、諸石美雪、山田裕子                 | 伊藤美智子 | 林宏樹   | 小林孝志   | 2013年8月31日 |
| 眾人哀悼銀花的消失，並對接下來的危機感到恐懼，瑠奈被管家帶回別墅休息，她在該處憶起自己的雙胞胎姊姊幼時失蹤的事情，以及自己初次覺醒能力的情景。在瑠奈思考自己對明里的感情時，明里現身並與她談心，讓她感覺好多了，但在瑠奈表明自己的感情時，便發現與自己交談的其實是凱特布魯姆，凱特布魯姆強行將影魔植入她體內，導致她成為如狼人模樣、兼具惡魔塔羅牌和元素塔羅牌的使者。 |                                                   |                                                                  |            |          |            |               |
| episodio Ⅹ | 宛如燃燒殆盡般 （）                               | 糟谷健一郎、鈴木勇、森前和也                                     | 伊藤美智子 | 田所修   | 岩田義彥   | 2013年9月7日  |
| 瑠奈向明里和星羅攻擊，造成星羅暫時喪失了塔羅牌之力，而普莉西娜和梅爾蒂娜又陷入重傷，明里只能孤身奮戰。明里在接連戰鬥後變得疲憊與迷惘，凱特布魯姆便化身為女童，趁機蠱惑她的內心。另一方面，凱特布魯姆利用人脈也散播謠言，讓當地居民發起暴動攻擊學院。明里帶著所有人逃離付之一炬的學院。 |                                                   |                                                                  |            |          |            |               |
| episodio Ⅺ | 你的道路 （）                                     | 三輪幸彥、太田都、梶浩之、永野孝明、志賀道憲                     | 伊藤美智子 | 大畑晃一 | 玉田博     | 2013年9月14日 |
| 明里等人進入占卜館避難，另一方面，星羅找到一棟廢棄建築，凱特布魯姆和瑠奈藏身其中，凱特布魯姆向星羅透露，瑠奈是因為忌妒而出於真心地想讓星羅消失，不過只要星羅殺死瑠奈，力量就能復原。星羅最終沒有下殺手，只能拚命自保。翌朝，艾迪雅決定違反雷古札利的規定，向明里透露她出生的秘辛，明里的父親是被影魔附身的人，亦即明里本身就是半個影魔。明里獨自與凱特布魯姆對峙，凱特布魯姆表示若要拯救星羅和瑠奈，明里就必須跟他走。 |                                                   |                                                                  |            |          |            |               |
| episodio Ⅻ | 命運的選擇 （）                                   | 豬股雅美、小林真平、森前和也、諸石美雪、鈴木勇                   | 伊藤美智子 | 遠藤廣隆 | 小平麻紀   | 2013年9月21日 |
| 明里同意條件，被帶往生命之樹，在命運時之沙漏裝置內和凱特布魯姆交合，而星羅和瑠奈也恢復正常，平安歸返。在命運時之沙漏內，凱特布魯姆強迫明里重溫冬菜死亡那天的經過，她一次次聽見冬菜內心的仇恨，幾乎要迷失自我，成為凱特布魯姆的一部分。為了救出明里，星羅和瑠奈抵達生命之樹並奮勇抗敵，所幸銀花奇蹟似地趕來相助。 |                                                   |                                                                  |            |          |            |               |
| episodio ⅩⅢ | 太陽的微笑 （）                                   | 牧野龍一、太田都、三輪幸彥                                       | 伊藤美智子 | 林宏樹   | 林宏樹     | 2013年9月28日 |
| 雷古札利派使者給艾迪雅和艾麗艾爾一把鑰匙，此鑰匙能協助解救明里。另一方面，銀花透露自己之所以復原，是因為明里的協助。在命運時之沙漏內，明里得以聽見冬菜真實的想法，冬菜表示自己雖然忌妒她卻也喜歡她，明里也接受她的命運並成功克服黑暗。凱特布魯姆眼見此法無效，決定殺死明里，所幸艾迪雅和艾麗艾爾使用鑰匙解開封印，擊潰命運時之沙漏。凱特布魯姆施展全部的力量，而元素塔羅牌使者也集結起來對抗，最終明里突破重圍將他擊敗。事件告一段落後，她們前往海外的源質之花分部，明里發現冬菜留下的筆記，鼓勵她有朝一日能解救被影魔迫害的所有人。                                                                                   |                                                   |                                                                  |            |          |            |               |
| episodio ⅩⅣ | 無法敞開的心扉 （）                               | 森前和也、三輪幸彥、小林真平                                     | 伊藤美智子 | 島津裕行 | 南川達馬   | 待公佈        |
| 此集故事時間發生於第一集之前。明里在母親逝世後與冬菜同住，冬菜忌妒在同儕間受歡迎的明里，此時剛成為塔羅牌使者的瑠奈努力抗擊影魔，並在普莉西娜和梅爾蒂娜的指導下變強。瑠奈在圖書館讀到冬菜寫的小說，對主角深有感觸並決心改變。明里和冬菜在逛商場時，明里救了一位遭影魔襲擊的孩子，瑠奈也克服恐懼對抗影魔，但冬菜卻因此更加自卑，導致她成了凱特布魯姆計畫的目標。 |                                                   |                                                                  |            |          |            |               |

## 播放电视台
日本深夜動畫：下文記載的日本国内播放時間使用日本標準時間（UTC+9）表示。因為部分時間标识會採用30小时制，因此請留意这类超过24:00的时间，其實際播放時間為翌日清晨。
| 播放地區                                   | 播放電視台                                 | 播放日期                                   | 播放時間（UTC+9）                          | 所屬聯播網                                 | 備註                                       |
| 播映前特别节目『「穿透幻影的太阳」的世界』 | 播映前特别节目『「穿透幻影的太阳」的世界』 | 播映前特别节目『「穿透幻影的太阳」的世界』 | 播映前特别节目『「穿透幻影的太阳」的世界』 | 播映前特别节目『「穿透幻影的太阳」的世界』 | 播映前特别节目『「穿透幻影的太阳」的世界』 |
| ------------------------------------------ | ------------------------------------------ | ------------------------------------------ | ------------------------------------------ | ------------------------------------------ | ------------------------------------------ |
| 东京都                                     | TOKYO MX                                   | 2013年6月27日                              | 星期四 24時00分 - 24時30分                 | 独立UHF局                                  |                                            |
| 日本全國                                   | BS11                                       | 2013年7月4日                               | 星期四 24時00分 - 24時30分                 | 衛星電視                                   | ANIME+節目                                 |
| 正式播放                                   |                                            |                                            |                                            |                                            |                                            |
| 东京都                                     | TOKYO MX                                   | 2013年7月6日 - 9月28日                     | 星期六 23時30分 - 24時00分                 | 独立UHF局                                  | E!TV節目                                   |
| 栃木县                                     | 栃木电视台                                 | 2013年7月6日 - 9月28日                     | 星期六 23時30分 - 24時00分                 | 独立UHF局                                  |                                            |
| 群馬县                                     | 群馬电视台                                 | 2013年7月6日 - 9月28日                     | 星期六 23時30分 - 24時00分                 | 独立UHF局                                  |                                            |
| 福岡县                                     | TVQ九州放送                                | 2013年7月8日 - 9月30日                     | 星期一 26時30分 - 27時00分                 | 东京电视网                                 |                                            |
| 千葉县                                     | 千葉电视台                                 | 2013年7月9日 - 10月1日                     | 星期二 25時00分 - 25時30分                 | 独立UHF局                                  |                                            |
| 神奈川县                                   | 神奈川电视台                               | 2013年7月10日 - 10月2日                    | 星期三 25時30分 - 26時00分                 | 独立UHF局                                  |                                            |
| 近畿廣域圈                                 | 朝日放送                                   | 2013年7月10日 - 10月2日                    | 星期三 26時13分 - 26時43分                 | 朝日电视網                                 | 星期三动画＜水もん＞節目第1部              |
| 埼玉县                                     | 埼玉电视台                                 | 2013年7月11日 - 10月3日                    | 星期四 25時35分 - 26時05分                 | 独立UHF局                                  |                                            |
| 愛知县                                     | 爱知电视台                                 | 2013年7月11日 - 10月3日                    | 星期四 26時35分 - 27時05分                 | 东京电视網                                 |                                            |
| 日本全國                                   | NICONICO直播                               | 2013年7月12日 - 10月4日                    | 星期五 23時30分 - 24時00分                 | 网络电视                                   |                                            |
| 日本全國                                   | NICONICO频道                               | 2013年7月12日 - 10月4日                    | 星期五 24時00分 更新                       | 网络电视                                   |                                            |
| 日本全國                                   | BANDAI CHANNEL                             | 2013年7月12日 - 10月4日                    | 星期五 24時00分 更新                       | 网络电视                                   |                                            |
| 日本全國                                   | GyaO!                                      | 2013年7月12日 - 10月4日                    | 星期五 24時00分 更新                       | 网络电视                                   |                                            |
| 日本全國                                   | HikariTV                                   | 2013年7月12日 - 10月4日                    | 星期五 24時36分 - 25時06分                 | 网络电视                                   |                                            |
| 日本全國                                   | BS11                                       | 2013年7月13日 - 10月5日                    | 星期六 23時30分 - 24時00分                 | 衛星電視                                   | ANIME+節目                                 |
| 日本全國                                   | Animax                                     | 2013年7月24日 - 10月16日                   | 星期三 22時00分 - 22時30分                 | 衛星電視                                   | 有重播                                     |

| 朝日放送 星期三動畫＜水もん＞節目第1部 26時13分 - 26時43分 節目 | 朝日放送 星期三動畫＜水もん＞節目第1部 26時13分 - 26時43分 節目 | 朝日放送 星期三動畫＜水もん＞節目第1部 26時13分 - 26時43分 節目 |
| --------------------------------------------------------------- | --------------------------------------------------------------- | --------------------------------------------------------------- |
|                                                                 | 穿透幻影的太陽                                                  |                                                                 |
| 我的妹妹哪有這麼可愛。                                          | 空之境界 TV版                                                   |                                                                 |

## 多媒体化

### 漫画
由加藤コウキ执笔漫畫，2013年6月27日起于《GANGAN ONLINE》（史克威尔艾尼克斯）连载。

### 小说
由伊藤美智子（动画系列构成·脚本负责人）著、晓五目（角色原案负责人）插画的小说《穿透幻影的太阳 ～洒落的是命运之砂～》自2013年7月号于《月刊Newtype》连载中。故事以主角灯里的母亲日向为中心描写。

## Web Radio
穿透幻影Radio
自2013年6月27日起，于官方网站及HiBiKi Radio Station隔周星期四播出的广播节目。
主持人
德井青空
巽悠衣子